# Klinische genetica
Klinische genetica is een medisch specialisme en een onderzoeksgebied dat zich bezighoudt met de toepassing van genetisch onderzoek in de menselijke geneeskunde en de gezondheidszorg. 
De klinisch geneticus houdt zich onder meer bezig met:
- opsporen van erfelijke aandoeningen
- adviseren van patiënten met erfelijke aandoeningen en hun familieleden.
- adviseren bij kinderwens als er mogelijk een verhoogde kans op een bepaalde ziekte in de familie is.
- stamboomonderzoek bij families waar erfelijke aandoeningen in voorkomen.
- opsporen van de exacte genetische oorzaak van erfelijke ziekten.
- testen van zeer jonge foetussen na vruchtwaterpunctie op bepaalde erfelijke aandoeningen.
- genetisch onderzoek naar erfelijke hartziekten[1]

Basisarts · Huisarts · Specialist —
Acute geneeskunde ·
Anesthesie-reanimatie ·
Arbeidsgeneeskunde ·
Arts Maatschappij en Gezondheid ·
Arts voor verstandelijk gehandicapten ·
Beheer van gezondheidsgegevens ·
Cardiologie ·
Dermato-venereologie ·
Endocrino-diabetologie ·
Forensische of gerechtelijke geneeskunde ·
Fysische geneeskunde ·
Gastro-enterologie ·
Geriatrie ·
Gynaecologie en verloskunde ·
Heelkunde ·
Intensieve zorg ·
Interne of inwendige geneeskunde ·
Kinder- en jeugdpsychiatrie ·
Klinische biologie ·
Klinische chemie ·
Klinische farmacologie ·
Klinische genetica ·
Mond-, kaak- en aangezichtschirurgie ·
Nefrologie ·
Neurochirurgie ·
Neurologie ·
Nucleaire geneeskunde ·
Oncologie ·
Oftalmologie of oogheelkunde ·
Orthopedie ·
Otorinolaryngologie, kno-heelkunde of nko-heelkunde ·
Pathologische anatomie ·
Pediatrie ·
Plastische, reconstructieve en esthetische heelkunde ·
Pneumologie of longziekten ·
Psychiatrie ·
Radiologie ·
Radiotherapie-Oncologie ·
Reumatologie ·
Revalidatiegeneeskunde ·
Sociale geneeskunde ·
Sportgeneeskunde ·
Stomatologie of kaakchirurgie ·
Spoedeisende of urgentiegeneeskunde ·
Urologie ·
Verzekeringsgeneeskunde en medische expertise